# Grand Slang
Grand Slang is een kalligrafisch schreefloos lettertype. Het is gemaakt door de Duitse letterontwerper Nikolas Wrobel en werd op 1 september 2019 gepubliceerd door het lettertype-ontwikkelingsbedrijf Nikolas Type.
De inspiratie voor het ontwerp van Grand Slang (IPA: [ɡɹˈænd slˈæŋ]) komt voort uit de Amerikaanse kalligrafie van de 20e eeuw, evenals het werk van Amerikaanse kalligrafen Oscar Ogg en William Addison Dwiggins. Elementen komen ook uit de persoonlijke collectie van de ontwerper en uit inscripties die te zien zijn in Amerikaanse films uit de jaren '40 en '50.
Het lettertype combineert kenmerken van antiqua en grotesk, waarbij handgeschreven kalligrafie wordt gecombineerd met schone geometrische vormen. Het vertoont een evenwichtige verhouding tussen stabiliteit en flexibiliteit, met meer dan 310 tekens, waaronder hoofdletters en kleine letters, cijfers, leestekens, accenten, diakritische tekens, ligaturen en symbolen.
De naam Grand Slang bestaat uit de Engelse woorden grand en slang. In het Amerikaans en Brits slang verwijst het woord grand naar duizend Amerikaanse dollar of pond sterling.
Het lettertype Grand Slang is beschikbaar voor digitale download in OpenType- en Web Open Font Format-bestandsformaaten, geschikt voor grafisch ontwerp, webdesign, applicaties en e-books.
Het ondersteunt een verscheidenheid aan Europese talen op basis van het Latijnse alfabet en wordt geleverd met een eigen licentie, waarbij het gebruik en de herdistributie worden beperkt volgens de voorwaarden die zijn vastgelegd in de softwarelicentie. 